# Anthurium lucidum
Anthurium lucidum är en kallaväxtart som beskrevs av Carl Sigismund Kunth. Anthurium lucidum ingår i släktet Anthurium och familjen kallaväxter. Inga underarter finns listade.